# Asterella silachorensis
Asterella silachorensis là một loài rêu trong họ Aytoniaceae. Loài này được Schiffner R.M. Schust. mô tả khoa học đầu tiên năm 1992.